# 1 Batalion Ciężkich Karabinów Maszynowych (II RP)
1 Batalion Ciężkich Karabinów Maszynowych (1 bckm) - oddział piechoty Wojska Polskiego II RP.

## Historia batalionu
1 Batalion Ciężkich Karabinów Maszynowych został sformowany w kwietniu 1926, w Biedrusku, na terenie Okręgu Korpusu Nr VII. W tym miesiącu do organizującego się oddziału została przydzielona kadra oficerska. Do kwietnia tego roku nosił nazwę „Batalion Ciężkich Karabinów Maszynowych Okręgu Korpusu Nr VII”. W marcu 1929 nastąpiła zmiana na stanowisku dowódcy batalionu. Dotychczasowy dowódca podpułkownik Edward Korwin-Kossakowski odszedł na stanowisko zastępcy dowódcy 76 pp, a jego obowiązki przejął major Franciszek Otton Karol Matuszczak, przeniesiony z Centralnej Szkoły Strzelniczej w Toruniu. W marcu 1930 pododdział został rozformowany.

## Kadra
Dowódcy batalionu
- mjr / ppłk piech. Edward Korwin-Kossakowski (IV 1926 - III 1929)
- mjr / ppłk piech. Franciszek Matuszczak (III 1929 - III 1930)

Oficerowie
- mjr Jerzy Szlifirz-Karski (kwatermistrz od V 1927[5])
- kpt. Piotr Mienicki
- kpt. Wacław Kotecki
- kpt. Franciszek Ferfet
- kpt. Eugeniusz Justyniak
- kpt. Wacław Krzemiński
- por. Feliks Piotrowski
- por. Piotr Woźniak
- por. Bolesław Dąbrowski
- por. Franciszek Ksawery Aleksander Masiak
- por. Jan Tomczyński
- por. Jan Gil
- por. Władysław Jan Kopczyński
- por. Aleksander Busz
- por. Bronisław Szynkarek
- ppor. Henryk Lewandowski
- por. Wilhelm Wysocki
- por. Franciszek Światowicz (płatnik)